# Martin Jiránek
Martin Jiránek (Prága, 1979. május 25.) cseh válogatott labdarúgó, jelenleg az orosz Tom Tomszk védője.